# Şehzade Yahya
 (septembre 2020).
 (octobre 2021).
Le contenu est difficilement compréhensible vu les erreurs de traduction, qui sont peut-être dues à l'utilisation d'un logiciel de traduction automatique.
Pour les articles homonymes, voir Yahya.
Şehzade Yahya (parfois orthographié Jachia ou Jahja), également connu sous le nom de comte Alexandre du Monténégro, né en 1585 à Manisa et mort en 1648 à Kotor, prétendait être le fils du sultan ottoman Mourad III,.

## Biographie

### Contexte
Selon les propres écrits de Yahya, lorsque son père Mourad III est devenu sultan, il a suivi la coutume ottomane d’exécuter tous ses frères (prétendants rivaux potentiels au trône ottoman). La mère de Yahya craignait que cela ne lui arrive aussi après la mort de son père, alors il fut sorti clandestinement de l’empire, d’abord en Grèce, puis en Bulgarie. Il aurait ensuite été baptisé dans un monastère chrétien orthodoxe, où il a vécu pendant les huit années suivantes.

### Bataille pour le trône ottoman
Le récit de Yahya affirme que finalement, les deux frères aînés de Yahya sont morts, mais en 1603, après que Yahya ait fui le pays pour éviter le fratricide, son neveu Ahmed Ier est devenu le sultan ottoman. Yahya croyait qu’en tant que prochain fils aîné de Mourad, il était le prochain en ligne pour être sultan ottoman et se sentait trompé de son destin légitime. Il consacrera le reste de sa vie à l’obtention du trône. Cependant, la pratique ottomane standard à l’époque pour déterminer la succession n’était pas l’ordre de naissance des fils ; au lieu de cela, les lois ottomanes de succession au trône ont déclaré qu’après la mort de leur père, les princes se battraient entre eux jusqu’à ce que l’on émerge triomphant.
À partir de 1603, Yahya fait de fréquents voyages dans le nord et l’ouest de l’Europe pour obtenir le soutien de sa revendication du trône (visite de Florence, Madrid, Rome, Cracovie, Anvers, Prague et d’autres villes). À un moment donné, il a réussi à gagner le soutien du Tatar Shahin I Giray et des Cosaques ainsi[Quoi ?]. Entre 1614 et 1617, il s’est associé aux évêques chrétiens orthodoxes serbes du Vilayet de Prizren et aux évêques et dirigeants catholiques occidentaux dans le cadre de sa stratégie pour obtenir le trône ottoman. Quelques années plus tard, avec l’aide de cosaques russes et ukrainiens, il dirigea une flotte de 130 navires et attaqua sans succès Constantinople. Il mourut en 1648 ou 1649 sur la côte monténégrine, où il fut impliqué dans une rébellion organisée par les évêques catholiques de Skodra-et-Bar.

### Vie privée
Yahya était marié à Anna Cat(t)erina, la fille du duc Pierre, comte de Drisht, au début des années 1630, quand Yahya a commencé à se faire appeler duc de cette région. Anna Caterina était censé descendre du héros national Skanderbeg. Ils eurent deux enfants, Maurice (né en 1635) et Elena (née en 1638).

## Sources
- Victor Ostapchuk, The Ottoman Black Sea Frontier and the Relations of the Porte with the Polish-Lithuanian Commonwealth and Muscovy : 1622-1628, Harvard University, 1989, 92 p.
- (ru) Королёв В. Н., Ru : Босфорская война, М., Вече,‎ 2007, 603 p. (ISBN 978-5-9533-2099-3, lire en ligne)
- (ru) Усенко О. Г., Ототоманус, или сын турецкого султана,‎ première édition, Родина éd., 45–52 p. (ISSN 0235-7089, lire en ligne), chap. 6
- Faroqhi S., The Ottoman Empire and the World around it, I. B. Tauris, 2005, 304 p. (ISBN 978-0-85773-023-7, lire en ligne)
- Benzoni G., ed. Alberto M. Ghisalberti, « JACHIA » (Dizionario Biografico degli Italiani), Istituto della Enciclopedia Italiana, Roma, vol. 61,‎ première édition (lire en ligne)
- Catualdi Vittorio (= Oscarre de Hassek), Sultan Jahja dell'imperial casa ottomana od altrimenti Alessandro conte di Montenegro ed i suoi discendenti in Italia : Nuovi contributi alla storia della questione orientale, Trieste, G. Chiopris, 1889 (lire en ligne), reprinted in 2013 by BiblioLife (ISBN 1295371448)
- Giammanco A.D., (Self) Fashioning of an Ottoman Christian Prince: Jachia ibn Mehmed in confessional diplomacy of the early seventeenth century, première édition, Central European University éd.
- Levinsk. A., Un adventurier turk au XVII ciecle (Sultan Yahya autrement dit le comte Alexandre  de Montenegro), vol. XLV(1), première édition, 393–400 , 435–442 (lire en ligne)
- Malcolm N., Kosovo : A Short History, Pan, 2002 (ISBN 0-330-41224-8, lire en ligne)
- (en) Peirce, Leslie P., The imperial harem : women and sovereignty in the Ottoman Empire, Oxford, Oxford University Press, 1993, 374 p. (ISBN 0-19-508677-5, lire en ligne)
- (en) Setton K.M., Venice, Austria, and the Turks in the Seventeenth Century, vol. 192, Philadelphia (Pa.), American Philosophical Society, 1991, 502 p. (ISBN 0-87169-192-2, lire en ligne)
- Dorothy M. Vaughan, Europe and the Turk: A Pattern of Alliances, 1350-1700, Liverpool, 1954, pp.220–236